# Otto Berg
Otto Berg (Molde, 24 agosto 1906 – Bærum, 10 aprile 1991) è stato un lunghista norvegese.
Nel 1934 fu medaglia d'argento nel salto in lungo ai primi campionati europei di atletica leggera di Torino (risultato che gli valse il conferimento dell'Egebergs Ærespris), mentre due anni dopo, nel 1936, si classificò decimo ai Giochi olimpici di Berlino, a pari merito con lo svedese Åke Stenqvist.

## Palmarès
| Anno | Manifestazione  | Sede    | Evento         | Risultato | Prestazione | Note |
| ---- | --------------- | ------- | -------------- | --------- | ----------- | ---- |
| 1934 | Europei         | Torino  | Salto in lungo | Argento   | 7,31 m      |      |
| 1936 | Giochi olimpici | Berlino | Salto in lungo | 10º       | 7,30 m      |      |